# Cardiocondyla paradoxa
Cardiocondyla paradoxa es una especie de hormiga del género Cardiocondyla, tribu Crematogastrini, familia Formicidae. Fue descrita científicamente por Emery en 1897.
Se distribuye por Indonesia y Papúa Nueva Guinea. Se ha encontrado a elevaciones de hasta 853 metros. Habita en selvas tropicales y bosques húmedos.